# 米尼克·罗辛

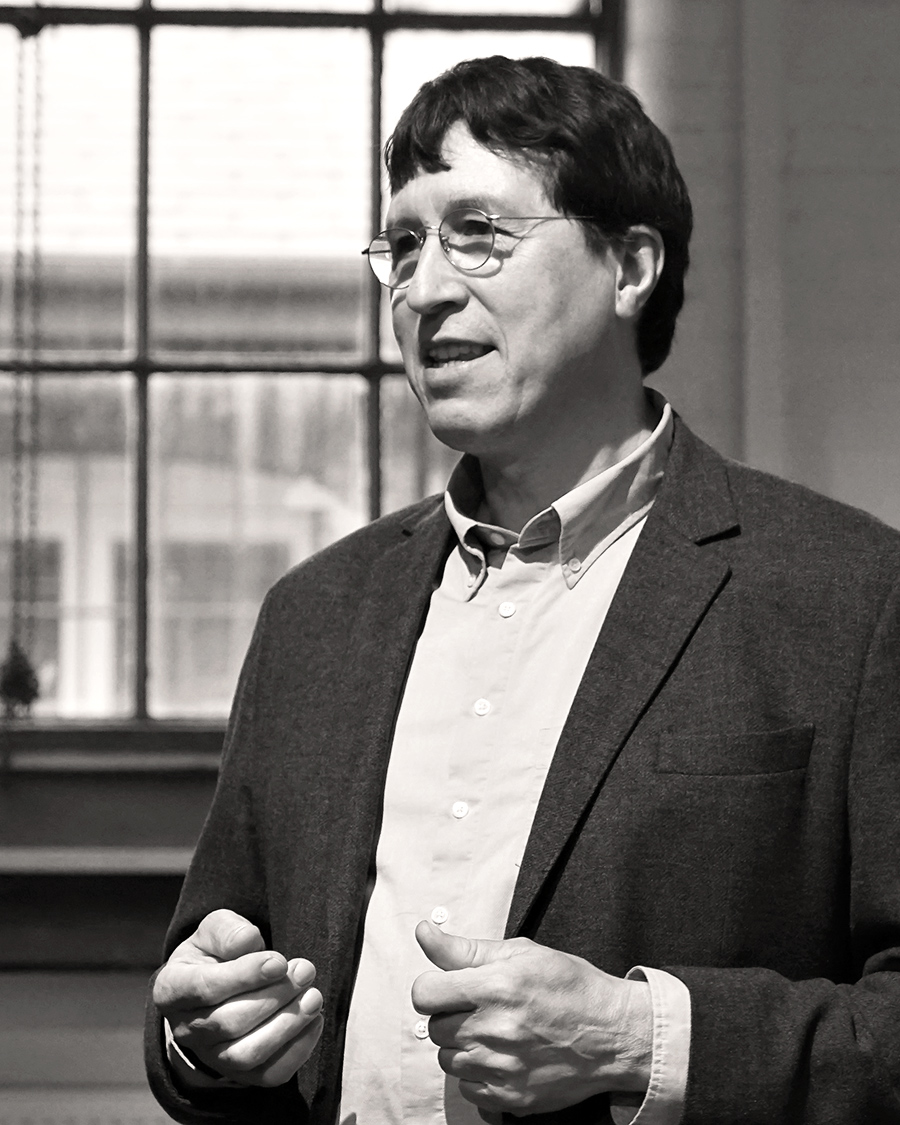
2017年的米尼克·罗辛

米尼克·罗辛（丹麥語：Minik Thorleif Rosing，1957年2月2日—）是一位格陵兰地质学家，丹麦皇家科学院院士，出生在格陵兰首府努克，毕业于丹麦哥本哈根大学，主要研究格陵兰岛西南部的伊苏瓦组（Isua Formation）岩石。